# 宗族
宗族（そうぞく、しゅうぞく）とは、父系同族集団のこと。古代東アジア法とローマ法に存在した。

## 中国・東アジア
同姓不婚の原則に立ち、女系は含まない。
中国では早くから戸（こ）と呼ばれる単位の小家族が一般化し、この戸の把握（戸籍作成）が王朝の政治経済力の源泉となったが、土地を集積して地主として成長した豪族は集積した資産の散逸を防ごうとしたこともあって同族間の結合が強く、漢・六朝の豪族勢力は、郷里における累代同居の形をとった。
累代同居は中国では美風と考えられ、義門（義理堅い一族）として表彰されることがある。よく引用される例としては、唐初の張公芸の一家で、九代前からずっと一族が同居を続けてきた。天子の高宗がその家を訪ね、どうすれば多数の一族が同居しておられるか問うたところ、彼は黙って「忍」という字を百あまり書いて呈上したという。
隋・唐ではこの結合は弱まったが、唐末に名族と呼ばれた門閥貴族が没落した後、新興地主ができるだけ没落を防ぐための相互扶助手段として宗族を強化した。族長のもとに族譜を有し、宗祠を設け、族産をおくものが多く、特に華中・華南に普及した。宗族という言葉や理念は儒教体制が浸透した朝鮮半島やベトナムにも伝わって、定着している。逆に日本では氏姓社会が比較的維持されたまま、儒教体制を取り入れたために宗族制は形成されずに中国や朝鮮半島とは異なる儒教観・家族観が形成されることとなる。

## ローマ法上の「宗族」
ユスチニアヌス帝による『法学提要』の説明では、父の血族。